# Oneil Cruz
Oneil Cruz (Nizao, República Dominicana, 4 de octubre de 1998) es un jugador profesional dominicano de béisbol que se desempeña en la posición de jardinero central en Pittsburgh Pirates, equipo de las Grandes Ligas de Béisbol (MLB).

## Carrera
En 2021, Cruz hizo su debut en la MLB con el equipo Pittsburgh Pirates, donde lleva jugando cuatro temporadas.